# Армянская лира (журнал)
Армянская лира (Кнар Айкакан) — первый армянский музыкальный журнал, полумесячник. Издавался в Константинополе. В 1857—1858 годах издавался под названием «Кнар Аревелян» — Восточная лира, в 1861—1864 гг. — Армянская лира. Официальный орган музыкальной организации «Армянская лира». Инициатором и редактором был Габриэль Еранян (совместно в Т. Чухаджяном и Н. Ташчяном). В каждом номере публиковались уроки европейской и новой армянской музыкальной нотации (вел Г. Черчян). Издавались также национально-патриотические песни.